# Pertosa

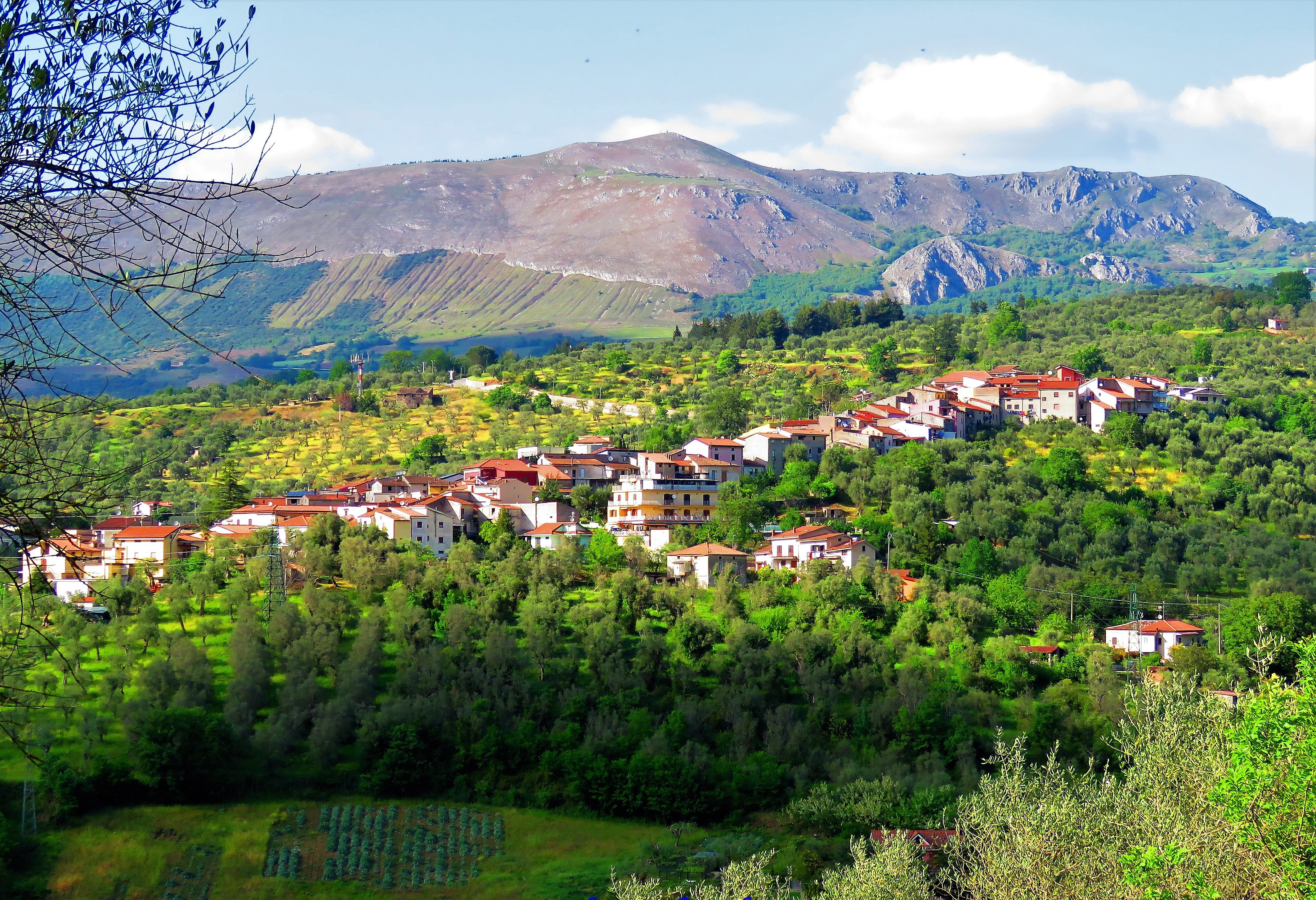
Blick auf Pertosa

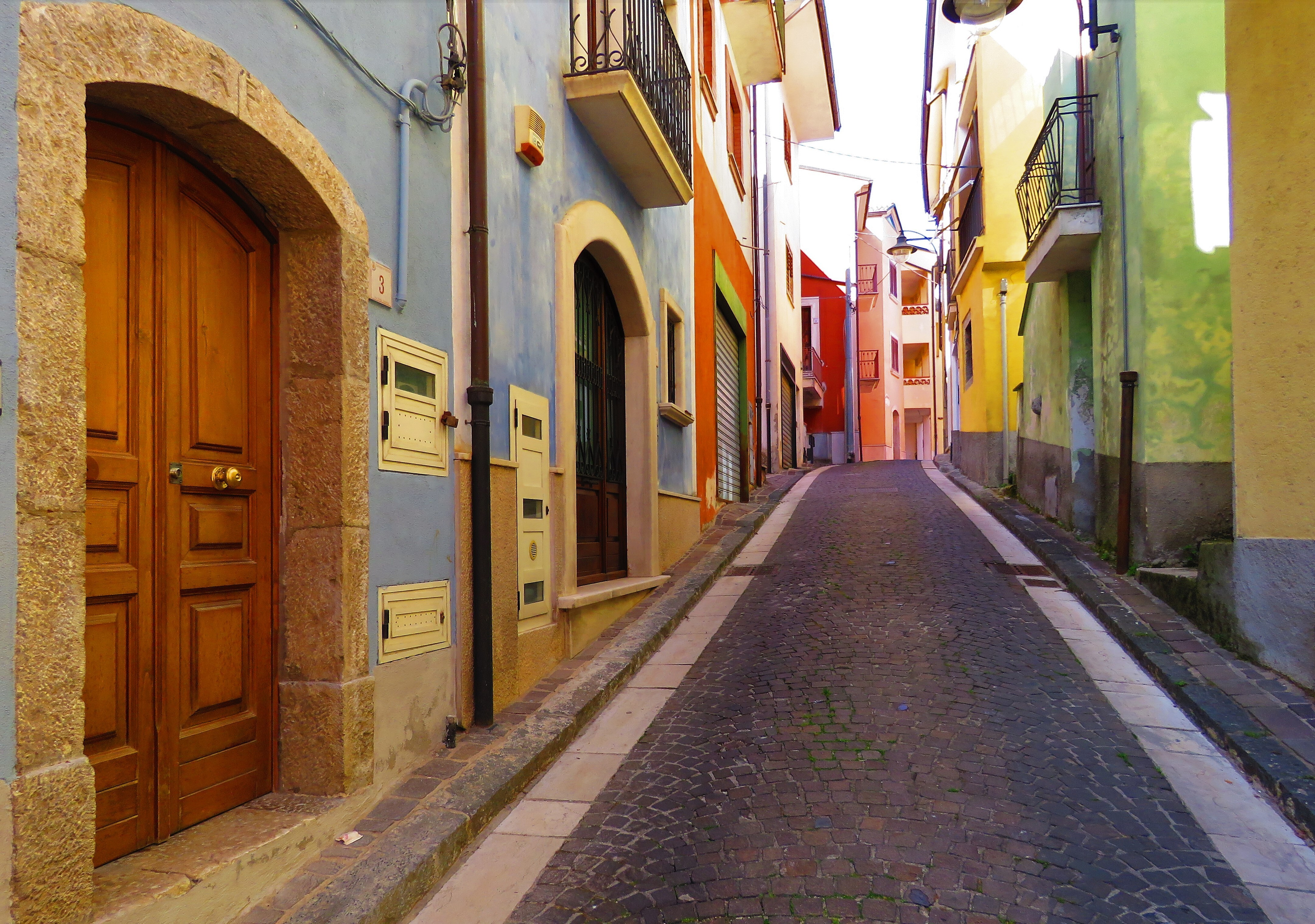
Straßenansicht

Pertosa ist eine italienische Gemeinde mit 655 Einwohnern (Stand 31. Dezember 2023) in der Provinz Salerno in der Region Kampanien.

## Geografie
Der Ort liegt im östlichen Bereich der Berggruppe Monti Alburni. Die Nachbargemeinden sind Auletta, Caggiano und Polla. Ein weiterer Ortsteil ist Muraglione.